# Esercito svizzero
L'Esercito svizzero (identificato anche in tedesco come Schweizer Armee, in francese come Armée suisse e in romancio come Armada svizra) è la forza armata della Confederazione svizzera, composta principalmente da una milizia.

## Loghi

Logo più vecchio
Logo poliglotta fino a 2023
Logo poliglotta dal 2023
Logo di lingua italiana dal 2023
Logo di lingua tedesca dal 2023
Logo di lingua francese dal 2023

## Storia

### Origini

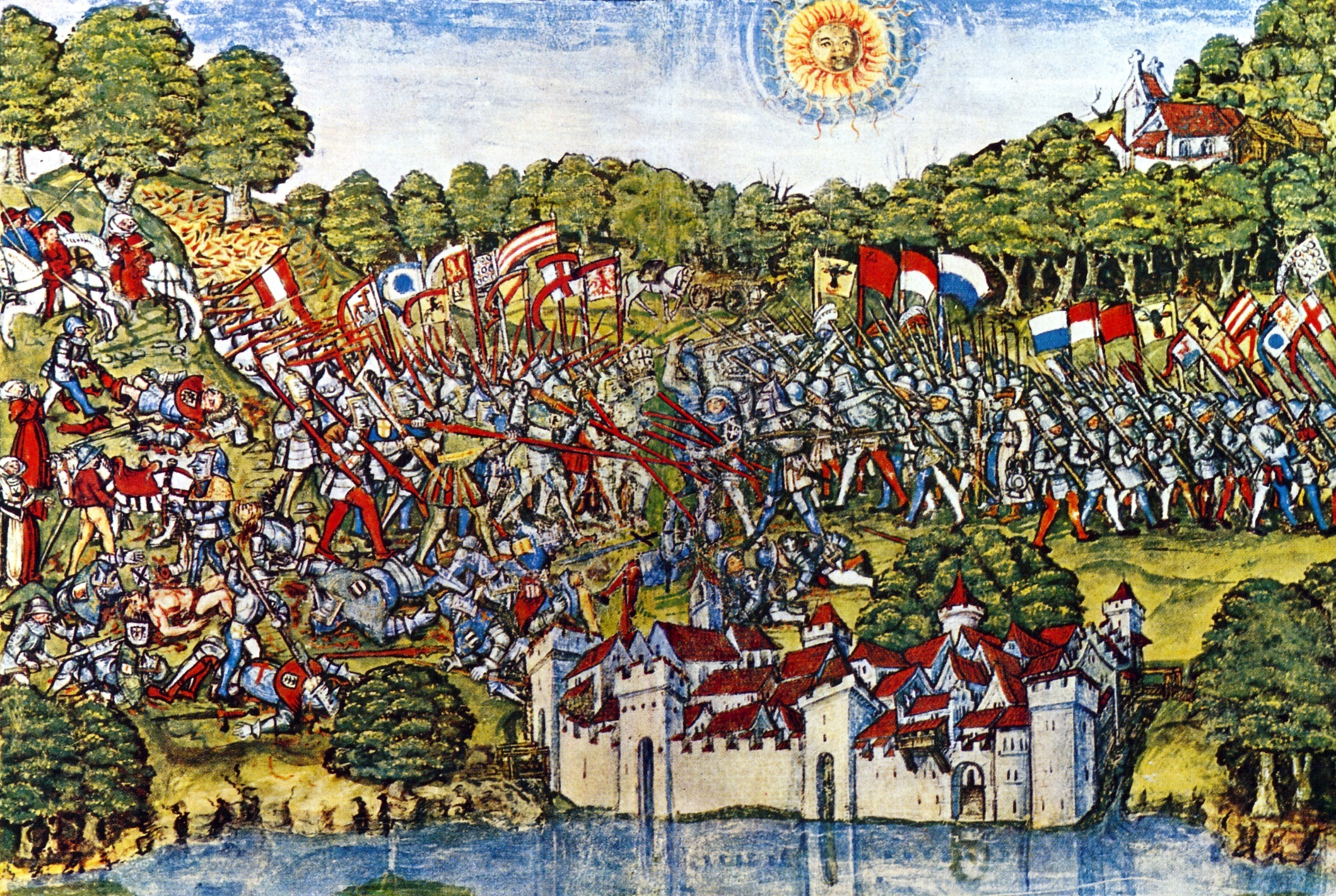
La battaglia di Sempach (1386)

Prima del 1798 non esistevano forze armate organizzate dalla Confederazione svizzera, dato che la difesa era compito dei singoli Cantoni (Milizie cantonali). A partire dal XIII secolo con i patti federali, che stabilivano che i cantoni contraenti dovevano prestare il necessario sostegno militare su richiesta del cantone minacciato, si volle assicurare una difesa nazionale. Ma nonostante questi tentativi di riforma nel XVII e XVIII secolo non si arrivò a costituire un esercito federale. La sconfitta contro le armate della Repubblica francese nel 1798 sancì la fine dell'organizzazione militare della vecchia Confederazione. Nei 75 anni che seguirono, l'organizzazione di un esercito federale divenne una delle questioni politiche centrali, ma fu solo la Costituzione federale del 1874 ad attribuire con l'articolo 19 il controllo sulle forze armate federali alla Confederazione (articolo 58 nella Costituzione federale del 1999). Ai cantoni restarono solo competenze limitate.
Dopo la caduta dell'Impero napoleonico, l'indipendenza della Confederazione all'interno dei suoi nuovi confini era garantita dal trattato di pace di Parigi, che riconosceva la Svizzera neutrale nell'interesse dell'Europa intera. Ma piuttosto che affidarsi alle garanzie di altri Stati, la Confederazione creò, con il regolamento militare del 1817 un esercito federale organizzato sulla base di contingenti cantonali. Si trattava di un esercito di milizia, nel quale solo gli Istruttori militari erano professionisti. Erano tenuti al servizio due uomini ogni cento abitanti, quindi vi era un effettivo di 33 000 uomini attivi e altrettanti di riserva. In caso di mobilitazione la Dieta nominava un Generale, che costituiva le varie divisioni e brigate sulla base delle truppe cantonali. Tutti i soldati portavano al braccio una fascia con la croce svizzera. Nel 1840 la bandiera svizzera sostituì i vari stemmi cantonali. Le competenze di controllo su effettivi, equipaggiamento e istruzione dell'esercito furono delegate allo Stato maggiore generale. Fondata nel 1819, la scuola militare di Thun offriva ai quadri un'Istruzione militare uniforme.

### Costituzione e le guerre

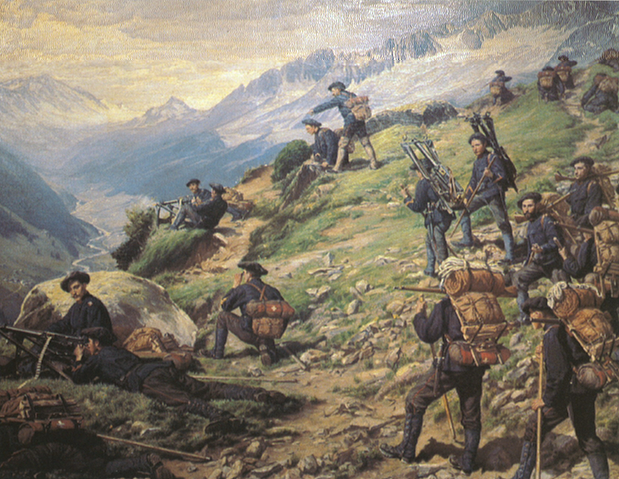
Esercitazione dell'esercito svizzero nel 1896

La Costituzione federale del 1848 prevedeva il servizio militare obbligatorio, ma fu conservato il sistema del reclutamento in base a delle quote, che furono innalzate da due a tre uomini ogni 100 abitanti. Ne risultava un effettivo di poco superiore ai 100 000 uomini, suddivisi in attiva e riserva. La Costituzione federale e la legge federale sull'organizzazione militare del 1850 si limitarono a regolare l'esercito: la Confederazione assunse integralmente l'istruzione militare dei quadri superiori e delle truppe speciali.
Durante la guerra franco-prussiana del 1870-1871, il generale Hans Herzog stigmatizzò duramente le carenze e l'impreparazione militare di parecchi contingenti cantonali. Contro l'opinione del generale Herzog, che riteneva più adatto alla difesa del Paese un esercito più ridotto, ma qualitativamente migliore, fu realizzato il principio del servizio militare obbligatorio. A condizionare il reclutamento dei giovani non furono più le quote previste, ma solo l'idoneità o meno al servizio. Anche in tempo di pace l'esercito era composto da otto divisioni, ciascuna formata da due brigate, a loro volta suddivise in due reggimenti. L'armamento e l'equipaggiamento delle truppe divennero di competenza della Confederazione. Si prolungò la durata delle scuole reclute e i corsi di ripetizione ebbero luogo ogni due anni. Nel 1878 fu introdotta la tassa di esenzione dal servizio militare. Nel 1891 si ebbe la suddivisione dell'esercito in quattro corpi di armata. Il futuro generale Ulrich Wille proseguì gli sforzi di Herzog per migliorare la qualità dell'esercito, ma contrariamente al suo predecessore, era convinto che si potessero raggiungere ottimali livelli anche con un esercito di milizia.
L'organizzazione militare del 1907 attribuiva il comando supremo dell'esercito alla Confederazione. La durata delle scuole reclute e per i quadri venne prolungata, così come i corsi di ripetizione. La legge sull'organizzazione delle truppe del 1911 ridusse il numero dei corpi di armata da quattro a tre, e le divisioni da otto a sei. Le divisioni erano allora composte da tre brigate di due reggimenti ciascuna. I comandanti di corpo assumevano la funzione di ispettori ed erano responsabili dell'istruzione al combattimento dei loro corpi di armata. Nel 1912 fu introdotta anche nella fanteria la prima mitragliatrice: Maxim, all'epoca chiamata Mg 11 (dal 1898 era già in dotazione delle truppe di fortezza e della cavalleria). Nel 1914 una colletta raccolse 1,75 milioni di franchi per l'istituzione di un'aviazione militare svizzera: la Forza aerea.

### Dagli anni venti in poi
Negli anni venti i crediti militari furono tali da permettere a malapena il mantenimento dell'esercito esistente. Il consigliere federale Karl Scheurer decise allora: ridurre la quota di abili al servizio, innalzare a 21 anni l'età per la scuola reclute e ricorrere alle munizioni e al materiale destinato per le riserve di guerra. L'organizzazione delle truppe del 1925 fu una riforma poco incisiva che si limitò all'introduzione di mitragliatrici leggere. Dopo il 1933, quando Adolf Hitler giunse al potere, per contribuire ai costi del riarmo, il popolo svizzero sottoscrisse nel 1936 un prestito di difesa nazionale di 235 milioni di franchi. La fanteria fu potenziata con una prima fornitura delle necessarie armi di appoggio (lanciamine, cannoni di fanteria). Per le truppe leggere furono acquistati carri armati da ricognizione, mentre i pezzi di artiglieria trainati da cavalli furono in parte sostituiti da mezzi motorizzati. L'aviazione fu rafforzata con apparecchi Messerschmitt, mentre la difesa contraerea era arretrata. L'ordinanza del Consiglio federale del 1939 sul servizio complementare permise anche alle donne l'accesso al servizio militare, seppure con alcune restrizioni. Tutti i periodi di istruzione furono estesi. Alle nove divisioni (ciascuna costituita di tre reggimenti) e alle tre brigate di montagna autonome fu affidata la direzione del combattimento. Il loro grado di motorizzazione era modesto: gli spostamenti avvenivano a piedi, con l'aiuto di cavalli da tiro. Otto brigate di frontiera, unitamente alle truppe di frontiera della divisione del Gottardo e alle brigate di montagna, avrebbero dovuto contenere il primo assalto in caso di attacco improvviso, permettendo la mobilitazione delle truppe di campagna: le Fortificazioni permanenti erano state pensate per offrire loro un supporto. Tre brigate leggere, composte di cavalleria, ciclisti e truppe motorizzate avevano il compito di combattere per guadagnare tempo.
Negli anni cinquanta vi fu un dibattito sull'esercito nell'era atomica: da una parte i sostenitori di una difesa del territorio fondata soprattutto su unità di fanteria dislocate su posizioni stabili, dall'altra i fautori di una strategia di combattimento più mobile (solida forza aerea dotata di armi atomiche). Il Consigliere federale Paul Chaudet ed il capo di Stato maggiore generale Jakob Annasohn propendevano per la seconda variante. Ma visti gli scarsi mezzi a disposizione dovettero però accontentarsi di ampliare gli armamenti già in dotazione (carri armati, armi anticarro, aerei da combattimento ed armi di difesa contraerea) con l'acquisto di 57 velivoli Mirage (inizialmente si pensava di acquistarne 100) per impiegarli come caccia intercettori e per il trasporto di armi nucleari. Questa esperienza fece comprendere il costo delle armi nucleari. La firma, nel 1969, del trattato di non proliferazione nucleare sancì la fine delle discussioni su un possibile armamento atomico della Svizzera.
L'organizzazione delle truppe del 1961 concepì nuove unità: tre divisioni e otto brigate di frontiera ebbero il compito di difendere i confini. A tre divisioni di campagna e ad altrettante meccanizzate era invece affidato il combattimento lungo le linee dei fiumi dell'Altopiano. Tre divisioni di montagna, ciascuna con tre brigate di confine, tre di fortezza e tre del ridotto, erano invece destinate alla difesa dello spazio alpino. Ciascun corpo di armata, di campagna o di montagna, comprendeva tre divisioni. L'armata di campagna era ripartita in sei zone territoriali, che comprendevano formazioni per la Logistica, il servizio sanitario e l'aiuto in caso di catastrofe. Le divisioni di campagna erano adatte a presidiare territori di importanza strategica, mentre i reggimenti di carri armati delle divisioni meccanizzate, sostenute dall'aviazione da caccia, erano in grado di lanciare delle controffensive. Tale combinazione di difesa e contrattacco fu designata come "difesa combinata"; questa nuova dottrina fu ancorata nel regolamento sulla condotta delle truppe del 1969. L'armamento venne migliorato in modo corrispondente alle nuove strategie militari: la fanteria fu dotata di armi anticarro a media e lunga gittata. Le formazioni destinate al contrattacco vennero potenziate negli anni Ottanta con il carro armato Leopard, mentre il sistema missilistico mobile di difesa contraerea Rapier avrebbe dovuto garantire loro la necessaria copertura. I pezzi di artiglieria semoventi sostituirono progressivamente i pezzi trainati. Nel 1946 venne abolito il passo di marcia cadenzato e nel 1958, con l'introduzione del fucile di assalto, fu eliminato anche l'esercizio di maneggio del fucile. Si applicò in modo più sistematico la strategia di responsabilizzazione, secondo cui ai subordinati venivano assegnati degli obiettivi, lasciandoli però liberi nell'adempimento degli stessi. Le ripercussioni dei moti giovanili del 1968 si fecero ben presto sentire anche nell'esercito, riportando visibile il problema dell'obiezione di coscienza.
La caduta del Muro di Berlino nell'autunno del 1989 rappresentò un periodo di mutamenti imprevedibili: acquisirono maggior importanza, rispetto a possibili conflitti, le catastrofi, il terrorismo, l'afflusso di rifugiati e la criminalità organizzata. Le forze armate avrebbero dovuto impegnarsi maggiormente alla promozione della pace e alla salvaguardia delle condizioni di esistenza della popolazione.

## I vari eserciti

### Esercito 95
Esercito 95 limitò l'età dell'obbligo militare a 42 anni, riducendo anche il numero degli effettivi a 400 000 uomini. La durata del servizio fu ridotta e i corsi di ripetizione previsti solo ogni due anni. Le brigate di frontiera e del Ridotto furono sciolte, ma vennero creati quattro reggimenti di allarme per garantire la sicurezza degli aeroporti internazionali di Zurigo e Ginevra, della capitale federale e per il pronto intervento in caso di catastrofe. Due brigate blindate e un reggimento di artiglieria furono destinati alla riserva. I tre corpi di armata compresero ognuno due divisioni da campagna, una brigata blindata e una divisione territoriale. Il corpo d'armata di montagna disponeva di tre divisioni di montagna, tre brigate da fortezza, una divisione e due brigate territoriali. Al corpo di aviazione e difesa contraerea appartengono le brigate di aviazione, di difesa aerea, di difesa contraerea e informatica. Grazie alle cinque brigate blindate e a una parziale motorizzazione della fanteria, il comando delle forze armate mirava a raggiungere una migliore capacità di reazione.

### Esercito XXI
La riduzione dei crediti e la carenza nel reclutamento dei quadri evidenziarono in breve tempo che Esercito 95 fosse solo una soluzione provvisoria. Nel 2004 ha lasciato il posto alla riforma di Esercito XXI, secondo cui l'esercito ha il compito di salvaguardare e difendere il territorio, di intervenire in modo sussidiario nella prevenzione e nella gestione di pericoli esistenziali, e di contribuire al promovimento della pace. L'effettivo, a seguito dell'abbassamento a 30 anni dell'età di congedo, è di 220 000 soldati. In tempo di pace, l'esercito è guidato dal capo delle forze armate, che dirige l'istruzione superiore dei quadri, le forze terrestri e aeree, la base logistica e l'aiuto alla condotta. Le forze terrestri sono composte da quattro Stati maggiori delle regioni territoriali, quattro brigate di fanteria, tre brigate di fanteria di montagna e due brigate blindate. Corpi d'armata, divisioni e reggimenti sono stati sciolti. Alle formazioni d'addestramento compete l'istruzione. Le formazioni della sicurezza militare e i militari in ferma continuata, che assolvono in un unico periodo i giorni di servizio d'istruzione, possono essere impiegati in qualsiasi momento.
Il progetto Ulteriore sviluppo dell'esercito  (USEs) punta a modernizzarlo ulteriormente.

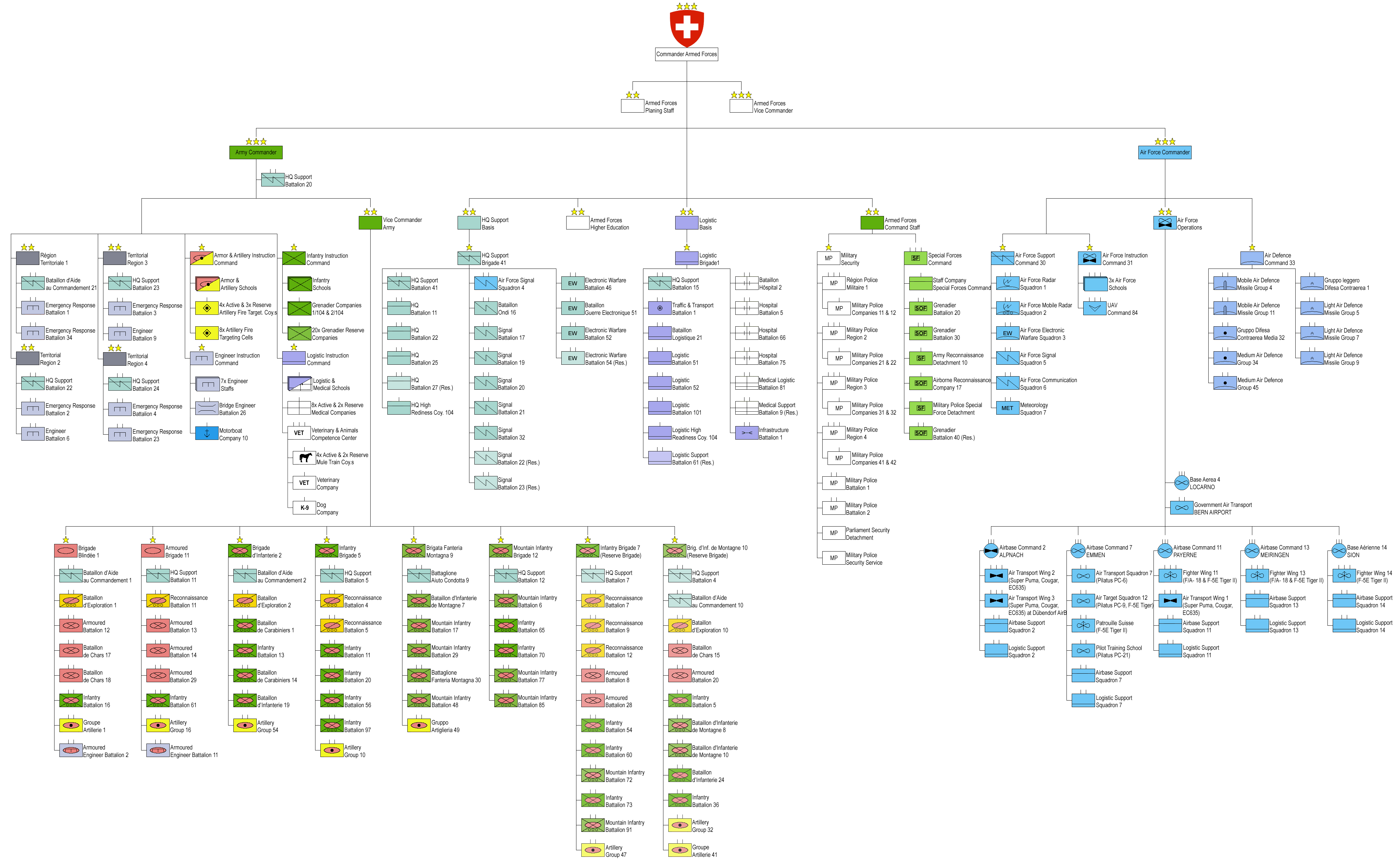
Struttura di Esercito XXI

## I compiti dell'esercito svizzero

### Salvaguardia delle condizioni d'esistenza
L'esercito svizzero viene impiegato in operazioni di supporto a favore della popolazione. Questi impieghi vengono avviati unicamente in seguito a richieste provenienti dalle autorità civili quando i mezzi convenzionali a disposizione dei comuni, cantoni e della confederazione non sono più sufficienti. Questi impieghi eccezionali possono derivare in casi di catastrofe, il controllo dello spazio aereo in situazioni eccezionali, il supporto della polizia e del corpo delle guardie di confine svizzere, nonché la protezione di conferenze e di opere.

### Sicurezza del territorio e difesa
L'esercito viene anche attivamente impiegato nella sicurezza del territorio ovvero nella difesa di aree importanti e dello spazio aereo. Questo tipo di intervento avviene ad esempio a scadenza regolare in occasione del Forum Economico Mondiale di Davos. L'esercito svolge in questa occasione un ruolo molto importante per la sicurezza. La difesa del territorio invece avviene attraverso il respingimento di un eventuale attacco armato perpetrato contro la Svizzera.

### Promozione della pace
Si tratta di impieghi che hanno lo scopo di consolidare la pace in territori esteri nonché di evitare che si riaccendano conflitti armati. Questi impieghi si svolgono su mandati internazionali da parte dell'ONU, oppure della OSCE, solitamente di collaborazione con altri Stati. La missione di pace più importante intrapresa dalla Svizzera è denominata Swisscoy, svolta dal 1999 in Kosovo. Il contingente 2006 della missione conta 220 volontari e volontarie, armati unicamente a scopo di difesa personale.

## Impieghi
- Aiuto in caso di catastrofe
  - Missione SUMA sumatra Tsunami 2004-05
- Promozione della pace: Guardia di Confine
  - SWISSCOY in Kosovo dal 1999
  - Missioni in Vicino Oriente, nel Congo, in Georgia, Eritrea ed Etiopia, nel Burundi, in Nepal e nel Laos nonché in Bosnia, Afghanistan e al confine tra Corea del Nord e Corea del Sud
- Impieghi sussidiari di sicurezza:
  - AMBA CENTRO, protezione e vigilanza alle ambasciate e residenze a Berna, Ginevra e Zurigo
  - LITHOS, appoggio al Corpo delle guardie di confine
  - TIGER e FOX, impieghi a favore della sicurezza nel traffico aereo
  - WEF, World Economic Forum a Davos
- Impiego a supporto della autorità civili in caso di grandi eventi:

## Gradi militari

### Ufficiali
| Gradi degli ufficiali dell'armata svizzera | Gradi degli ufficiali dell'armata svizzera | Gradi degli ufficiali dell'armata svizzera | Gradi degli ufficiali dell'armata svizzera | Gradi degli ufficiali dell'armata svizzera | Gradi degli ufficiali dell'armata svizzera | Gradi degli ufficiali dell'armata svizzera | Gradi degli ufficiali dell'armata svizzera | Gradi degli ufficiali dell'armata svizzera | Gradi degli ufficiali dell'armata svizzera | Gradi degli ufficiali dell'armata svizzera | Gradi degli ufficiali dell'armata svizzera |
| Ruolo | Comandante in capo dell'Esercito           | Alti ufficiali superiori                   | Alti ufficiali superiori                   | Alti ufficiali superiori                   | Ufficiali superiori                        | Ufficiali superiori                        | Ufficiali superiori                        | Ufficiali superiori                        | Capitani                                   | Ufficiali subalterni                       | Ufficiali subalterni                       |
| Codice NATO | OF-9                                       | OF-8                                       | OF-7                                       | OF-6                                       | OF-5                                       | OF-4                                       | OF-3                                       | OF-3/OF-2                                  | OF-2                                       | OF-1                                       | OF-1                                       |
| --- | ------------------------------------------ | ------------------------------------------ | ------------------------------------------ | ------------------------------------------ | ------------------------------------------ | ------------------------------------------ | ------------------------------------------ | ------------------------------------------ | ------------------------------------------ | ------------------------------------------ | ------------------------------------------ |
| Tubolare |                                            |                                            |                                            |                                            |                                            |                                            |                                            |                                            |                                            |                                            |                                            |
| italiano | generale1 (gen)                            | comandante di corpo (cdt C)                | divisionario (div)                         | brigadiere (br)                            | colonnello (col)                           | tenente colonnello (lt col)                | maggiore (magg)                            | ufficiale specialista2 (uff spec)          | capitano (cap)                             | primo tenente (I ten)                      | tenente (ten)                              |
| romancio | general (gen)                              | cumandant da corp (cdt C)                  | divisionar (div)                           | brigadier (br)                             | colonel (col)                              | litinent colonel (lt col)                  | maior (mai)                                | uffizier spezialist (uff spez)             | chapitani (chap)                           | primlitenent (plt)                         | litenent (lt)                              |
| francese | général (gen)                              | cummandant de corps (cdt C)                | divisionnaire (div)                        | brigadier (br)                             | colonnel (col)                             | lieutenant colonel (lt col)                | major (maj)                                | officier spécialiste (of spec)             | capitaine (cap)                            | première lieutenant (plt)                  | lieutenant (lt)                            |
| tedesco | General (Gen)                              | Korpskommandat (KKdt)                      | Divisionär (Div)                           | Brigadier (Br)                             | Oberst (Oberst)                            | Oberstleutenant (Oberstlt)                 | Major (Maj)                                | Fachoffizier (Fach)                        | Hauptmann (Hptm)                           | Oberleutnant (Oblt)                        | Leutenant (Lt)                             |
| Note: 1 Il generale dell'Esercito svizzero è eletto dall'Assemblea federale unicamente in caso di guerra. Un'eccezione è l'assegnazione dell'incarico dovuta alla rappresentanza all'estero, dove il titolo di generale può essere attribuito per equiparare il livello dei comandanti stranieri. |                                            |                                            |                                            |                                            |                                            |                                            |                                            |                                            |                                            |                                            |                                            |

### Sottufficiali e soldati
| Gradi di sottufficiali e soldati dell'armata svizzera | Gradi di sottufficiali e soldati dell'armata svizzera | Gradi di sottufficiali e soldati dell'armata svizzera | Gradi di sottufficiali e soldati dell'armata svizzera | Gradi di sottufficiali e soldati dell'armata svizzera | Gradi di sottufficiali e soldati dell'armata svizzera | Gradi di sottufficiali e soldati dell'armata svizzera | Gradi di sottufficiali e soldati dell'armata svizzera | Gradi di sottufficiali e soldati dell'armata svizzera | Gradi di sottufficiali e soldati dell'armata svizzera | Gradi di sottufficiali e soldati dell'armata svizzera | Gradi di sottufficiali e soldati dell'armata svizzera | Gradi di sottufficiali e soldati dell'armata svizzera | Gradi di sottufficiali e soldati dell'armata svizzera | Gradi di sottufficiali e soldati dell'armata svizzera |
| Ruolo                                                 | Aiutanti                                              | Aiutanti                                              | Aiutanti                                              | Aiutanti                                              | Sottufficiali superiori                               | Sottufficiali superiori                               | Sottufficiali superiori                               | Sottufficiali                                         | Sottufficiali                                         | Sottufficiali                                         | Truppa                                                | Truppa                                                | Truppa                                                | Truppa                                                |
| Codice NATO                                           | OR-9                                                  | OR-9                                                  | OR-9                                                  | OR-8                                                  | OR-7                                                  | OR-7                                                  | OR-7                                                  | OR-6                                                  | OR-5                                                  | OR-4                                                  | OR-3                                                  | OR-2                                                  | OR-1                                                  | OR-1                                                  |
| ----------------------------------------------------- | ----------------------------------------------------- | ----------------------------------------------------- | ----------------------------------------------------- | ----------------------------------------------------- | ----------------------------------------------------- | ----------------------------------------------------- | ----------------------------------------------------- | ----------------------------------------------------- | ----------------------------------------------------- | ----------------------------------------------------- | ----------------------------------------------------- | ----------------------------------------------------- | ----------------------------------------------------- | ----------------------------------------------------- |
| Tubolare                                              |                                                       |                                                       |                                                       |                                                       |                                                       |                                                       |                                                       |                                                       |                                                       |                                                       |                                                       |                                                       |                                                       | nessuna insegna                                       |
| italiano                                              | aiutante capo (aiut capo)                             | aiutante maggiore (aiut magg)                         | aiutante di stato maggiore (aiut SM)                  | aiutante sottufficiale (aiut suff)                    | sergente maggiore capo (sgtm capo)                    | furiere (fur)                                         | sergente maggiore (sgtm)                              | sergente capo (sgt capo)                              | sergente (sgt)                                        | caporale (cpl)                                        | appuntato capo (app capo)                             | appuntato (app)                                       | soldato (sdt)                                         | recluta (recl)                                        |
| romancio                                              | schefadjutant (schefadj)                              | adjutant principal (adj prin)                         | adjutant da stab (adj S)                              | adjutant sutuffizier (adj suff)                       | capoprimsergent (cpsgt)                               | furier (fur)                                          | primsergent (psgt)                                    | caposergent (csgt)                                    | sergent (sgt)                                         | corporal (cpl)                                        | primappuntà (primapp)                                 | appuntà (app)                                         | schuldà (sld)                                         | recrut (recr)                                         |
| francese                                              | adjudant-chef (adj chef)                              | adjudant- major (adjm)                                | adjudant d'état-major (adjut EM)                      | adjudant sous-officier (adj sof)                      | sergent-major chef (sgtm chef)                        | fourrier (four)                                       | sergent-major (sgtm)                                  | sergent-chef (sgt chef)                               | sergent (sgt)                                         | caporal (cpl)                                         | appointé-chef (app chef)                              | appointé (app)                                        | soldat (sdt)                                          | recrut (recr)                                         |
| tedesco                                               | Chefadjutant (Chefadj)                                | Hauptadjutant (Hptadj)                                | Stabsadjutant (Stabadj)                               | Adjutant Unteroffizier (Adj Uof)                      | Hauptfeldweibel (Hptfw)                               | Fourier (Four)                                        | Feldweibel (Fw)                                       | Oberwachtmeister (Obwm)                               | Wachtmeister (Wm)                                     | Korporal (Kpl)                                        | Obergefreiter (Obrgf)                                 | Gefreiter (Gef)                                       | Soldat (Sdt)                                          | Rekrut (Rekr)                                         |
|                                                       |                                                       |                                                       |                                                       |                                                       |                                                       |                                                       |                                                       |                                                       |                                                       |                                                       |                                                       |                                                       |                                                       |                                                       |

## Struttura
Struttura di una brigata dell'Esercito svizzero:
- Singolo uomo (soldato)
- Nucleo (3-4 uomini, condotti da un appuntato o appuntato capo)
- Gruppo (2 nuclei, di solito 8 uomini condotti da un sergente o un sergente capo)
- Sezione (2-4 gruppi, condotti da un tenente o primo tenente per un totale di circa 30 uomini)
- Compagnia (3-4 sezioni, comandata da un capitano con l'aiuto di un furiere e di un sergente maggiore capo, circa 120-200 uomini)
- Battaglione (4-8 compagnie, comandato da un tenente colonnello o da un maggiore)
- Brigata (composta normalmente da 4-5 battaglioni, comandata da un brigadiere )

## Equipaggiamento

### Armi individuali
| Modello                     | Immagine | Tipo                           | Calibro              | Origine                    | Note                                            |
| Pistole                     | Pistole  | Pistole                        | Pistole              | Pistole                    | Pistole                                         |
| --------------------------- | -------- | ------------------------------ | -------------------- | -------------------------- | ----------------------------------------------- |
| SIG P210                    |          | Pistola semiautomatica         | 9 × 19 mm Parabellum | Svizzera                   | In fase di sostituzione.                        |
| SIG Sauer P220              |          | Pistola semiautomatica         | 9 × 19 mm Parabellum | Svizzera Germania          | Pistola d'ordinanza.                            |
| Glock 17                    |          | Pistola semiautomatica         | 9 × 19 mm Parabellum | Austria                    | Pistola d'ordinanza del Kommando Spezialkräfte. |
| Glock 26                    |          | Pistola semiautomatica         | 9 × 19 mm Parabellum | Austria                    | In servizio nel Kommando Spezialkräfte.         |
| Pistole mitragliatrici      |          |                                |                      |                            |                                                 |
| Heckler & Koch MP5          |          | Pistola mitragliatrice         | 9 × 19 mm Parabellum | Germania                   |                                                 |
| Brügger & Thomet MP9        |          | Pistola mitragliatrice         | 9 × 19 mm Parabellum | Svizzera                   | [ 3 ]                                           |
| Fucili a canna liscia       |          |                                |                      |                            |                                                 |
| Remington 870               |          | Fucile a pompa                 | Calibro 12           | Stati Uniti                |                                                 |
| Fucili d'assalto            |          |                                |                      |                            |                                                 |
| SIG SG 550                  |          | Fucile d'assalto               | 5,56 × 45 mm NATO    | Svizzera                   |                                                 |
| SIG SG 553                  |          | Fucile d'assalto               | 5,56 × 45 mm NATO    | Svizzera                   | In servizio nel Kommando Spezialkräfte.         |
| Mitragliatrici              |          |                                |                      |                            |                                                 |
| FN Minimi                   |          | Mitragliatrice leggera         | 5,56 × 45 mm NATO    | Belgio                     |                                                 |
| MG 51                       |          | Mitragliatrice ad uso generale | 7,5 × 55 mm Swiss    | Svizzera                   |                                                 |
| Browning M2                 |          | Mitragliatrice pesante         | 12,7 × 99 mm NATO    | Stati Uniti                |                                                 |
| Fucili di precisione        |          |                                |                      |                            |                                                 |
| Sako TRG 42                 |          | Fucile di precisione           | .338 Lapua           | Finlandia                  |                                                 |
| PGM Hécate II               |          | Fucile anti-materiale          | 12,7 × 99 mm NATO    | Francia                    | In servizio nel Kommando Spezialkräfte.         |
| Lanciagranate e lanciarazzi |          |                                |                      |                            |                                                 |
| GL 5040                     |          | Lanciagranate                  | 40 mm                | Svizzera                   |                                                 |
| MATADOR                     |          | Lanciarazzi anticarro          | 90 mm                | Germania Singapore Israele | [ 4 ]                                           |
| Panzerfaust 3               |          | Lanciarazzi anticarro          | 90 mm                | Germania                   |                                                 |

### Artiglieria
| Modello           | Immagine  | Calibro   | Origine              | In servizio | Note |
| Semoventi         | Semoventi | Semoventi | Semoventi            | Semoventi   | Semoventi |
| ----------------- | --------- | --------- | -------------------- | ----------- | --- |
| PzHbz88/95 KAWEST |           | 155 mm    | Stati Uniti Svizzera | 133         | |
| Mortai            |           |           |                      |             | |
| Mortaio 72        |           | 81 mm     | Svizzera             | 222         | |
| Mortaio 19        |           | 81 mm     | Svizzera             |             | [ 7 ] |
| Mortaio 16        |           | 120 mm    | Svizzera             | 0           | 32 sistemi costituiti da un mortaio RUAG COBRA da 120 mm installato su scafo di un MOWAG Piranha IV sono stati acquistati nel 2021. |

### Veicoli
| Modello                                 | Immagine     | Tipo                          | Origine            | In servizio  | Note |
| Carri armati                            | Carri armati | Carri armati                  | Carri armati       | Carri armati | Carri armati |
| --------------------------------------- | ------------ | ----------------------------- | ------------------ | ------------ | --- |
| Pz 87 Leo WE                            |              | Carro armato da combattimento | Germania           | 134          | 380 Pz 87 Leo derivati dal Leopard 2A4 ordinati nel 1984, 134 aggiornati a partire dal 2006. 42 dei carri non aggiornati sono stati rivenduti a Rheinmetall per la conversione in veicoli speciali.            |
| Veicoli da combattimento della fanteria |              |                               |                    |              | |
| CV9030CH                                |              | IFV                           | Svezia             | 186          | Di cui 32 veicoli di comando. |
| Veicoli trasporto truppe                |              |                               |                    |              | |
| M113                                    |              | APC                           | Stati Uniti        | 309          | |
| MOWAG Piranha                           |              | APC                           | Svizzera           | 924          | Nelle versioni Piranha I, Piranha II e Piranha IIIC. 106 Piranha I con missili anticarro TOW, 44 Piranha IIIC con equipaggiamento per trasmissioni e 8 Piranha IIIC con equipaggiamento da guerra elettronica. |
| MOWAG Eagle                             |              | APC                           | Svizzera           | 292          | 173 Veicoli d'esplorazione 93/97 (Eagle II) e 119 Veicoli del comandante di tiro INTAFF (Eagle III). 100 Eagle V ordinati nel 2019 con ingresso in servizio previsto a partire dal 2023.                       |
| Veicoli per usi speciali                |              |                               |                    |              | |
| AEV 3 Kodiak                            |              | Armored Engineering Vehicle   | Germania           | 12           | Esemplari realizzati sugli scafi di 12 Pz 87 Leo rivenduti a Rheinmetall. |
| Mirm Pz 63/00                           |              | AEV                           | Stati Uniti        |              | [ 11 ] |
| MOWAG Piranha IV                        |              | AEV                           | Svizzera           | 0            | 60 ordinati nel 2022 per sostituire i Mirm Pz 63/00, l'entrata in servizio è prevista nel 2026. |
| Bergepanzer 3 Büffel                    |              | Veicolo corazzato da recupero | Germania           | 25           | |
| Leguan                                  |              | Veicolo gettaponte            | Germania           | 9            | 12 ordinati nel 2019. |
| MOWAG Piranha IIIC                      |              | Veicolo per la difesa CBRN    | Svizzera           | 12           | |
| Veicoli utility                         |              |                               |                    |              | |
| Mercedes-Benz Classe G                  |              | Automobile                    | Germania           |              | |
| AGF Serval                              |              | Veicolo leggero multiruolo    | Germania           |              | [ 13 ] |
| Mercedes-Benz Sprinter                  |              | Veicolo multiruolo            | Germania           |              | |
| Autocarri                               |              |                               |                    |              | |
| MOWAG Duro I                            |              | Autocarro                     | Svizzera           | >3 000       | |
| MOWAG Duro IIIP                         |              | Autocarro blindato            | Svizzera           |              | Anche in versione ambulanza. |
| Saurer 6DM                              |              | Autocarro                     | Svizzera           |              | |
| Saurer 10DM                             |              | Autocarro                     | Svizzera           |              | |
| Iveco Eurotrakker                       |              | Autocarro                     | Italia             |              | |
| Iveco Trakker                           |              | Autocarro                     | Italia             |              | [ 15 ] |
| Iveco Stralis                           |              | Autocarro                     | Italia             |              | [ 15 ] |
| Imbarcazioni                            |              |                               |                    |              | |
| Battello pattugliatore 16               |              | Motovedetta                   | Finlandia Svizzera | 14           | |

### Missili
| Modello           | Immagine          | Tipo                                          | Origine            | Note              |
| Missili anticarro | Missili anticarro | Missili anticarro                             | Missili anticarro  | Missili anticarro |
| ----------------- | ----------------- | --------------------------------------------- | ------------------ | ----------------- |
| NLAW              |                   | Missile guidato dalla linea di vista prevista | Svezia Regno Unito | [ 16 ]            |
| BGM-71 TOW        |                   | Missile filoguidato                           | Stati Uniti        |                   |

## Colori delle truppe
Le diverse truppe si distinguono per il berretto e le mostrine sulla tenuta da libera uscita:
| Incorporazione                            | Berretto               | Mostrine               |
| ----------------------------------------- | ---------------------- | ---------------------- |
| truppe sanitarie                          | celeste                | celeste                |
| truppe aeree                              | blu scuro              | blu scuro              |
| truppe territoriali                       | arancione              | arancione              |
| truppe meccanizzate                       | nero                   | giallo                 |
| truppe di salvataggio                     | nero                   | rosso                  |
| truppe del genio                          | nero                   | nero                   |
| truppe NBC                                | nero                   | giallo chiaro          |
| ufficiali di Stato Maggiore Generale      | nero                   | nero                   |
| truppe d'artiglieria                      | rosso                  | rosso                  |
| truppe logistiche                         | rosso scuro (bordeaux) | rosso scuro (bordeaux) |
| truppe di sostegno                        | grigio-argento         | grigio-argento         |
| truppe di trasmissione e aiuto al comando | nero                   | grigio-argento         |
| truppe di fanteria                        | verde                  | verde                  |
| giustizia militare                        | nero                   | violetto               |
| Sicurezza militare                        | grigio-argento         | grigio-argento         |

## Distinzioni militari (nastrini)
| Distintivo per servizio prestato          | Distintivo per servizio prestato | Distintivo per servizio prestato                    |
| Nastrino                                  | nome                             | commenti                                            |
| ----------------------------------------- | -------------------------------- | --------------------------------------------------- |
| Ribbon bar image; refer to adjacent text. | Distintivi del servizio          | Senza rosetta per 90 giorni di servizio             |
|                                           | Distintivi del servizio          | Con 1 rosetta in bronzo per 170 giorni di servizio  |
|                                           | Distintivi del servizio          | Con 2 rosette in bronzo per 250 giorni di servizio  |
|                                           | Distintivi del servizio          | Con 3 rosette in bronzo per 350 giorni di servizio  |
|                                           | Distintivi del servizio          | Con 1 rosetta in argento per 450 giorni di servizio |
|                                           | Distintivi del servizio          | Con 2 rosette in argento per 550 giorni di servizio |
|                                           | Distintivi del servizio          | Con 3 rosette in argento per 650 giorni di servizio |
|                                           | Distintivi del servizio          | Con 1 rosetta in oro per 750 giorni di servizio     |
|                                           | Distintivi del servizio          | Con 2 rosette in oro per 850 giorni di servizio     |
|                                           | Distintivi del servizio          | Con 3 rosette in oro per 950 giorni di servizio     |

## Decorazioni
| Distintivo d’alta montagna                | Distintivo d’alta montagna   | Distintivo d’alta montagna |
| insigne                                   | nome                         | commenti                   |
| ----------------------------------------- | ---------------------------- | -------------------------- |
| Ribbon bar image; refer to adjacent text. | Distintivo d’alta montagna   | .                          |
| Distinction de tir                        |                              |                            |
| Ribbon bar image; refer to adjacent text. | Fucile d’assalto livello 1   | .                          |
| Ribbon bar image; refer to adjacent text. | Fucile d’assalto livello 2   | .                          |
| Ribbon bar image; refer to adjacent text. | Pistola livello 1            | .                          |
| Ribbon bar image; refer to adjacent text. | Pistola livello 2            | .                          |
| Training Decorations                      |                              |                            |
| Ribbon bar image; refer to adjacent text. | Aiuto al camerata/difesa NBC |                            |
| Ribbon bar image; refer to adjacent text. | Battelliere                  |                            |
| Ribbon bar image; refer to adjacent text. | Puntatore (arma)             |                            |
| Distinctions sportives                    |                              |                            |
| Ribbon bar image; refer to adjacent text. | Sport militare 1             | .                          |
| Ribbon bar image; refer to adjacent text. | Sport militare 2             | .                          |
| Ribbon bar image; refer to adjacent text. | Sport militare competitivo   |                            |

### Attività fuori del servizio livello
| insigne | nome                                  | commenti |
| ------- | ------------------------------------- | -------- |
|         | Attività fuori del servizio livello 1 |          |
|         | Attività fuori del servizio livello 2 |          |

Fonte:

### Mission insignia
| Impieghi in Svizzera                      | Impieghi in Svizzera                   | Impieghi in Svizzera |
| insigne                                   | nome                                   | commenti |
| ----------------------------------------- | -------------------------------------- | --- |
| Ribbon bar image; refer to adjacent text. | Impieghi in Svizzera                   | Impieghi in Svizzera con la World Economic Forum |
| Impieghi all`estero                       |                                        | |
| Ribbon bar image; refer to adjacent text. | Kosovo Mission Insignia                | per 150 giorni di servizio Swisscoy a Kosovo. |
| Ribbon bar image; refer to adjacent text. | Bosnia-Erzegovina Mission Insignia     | per 150 giorni di servizio Organizzazione per la sicurezza e la cooperazione in Europa (OSCE) Swiss Headquarters Support Unit (SHQSU) to Bosnia-Erzegovina. |
| Ribbon bar image; refer to adjacent text. | Korea Mission Insignia                 | per 150 giorni di servizio a Neutral Nations Supervisory Commission a Corée.                                                                                |
| Ribbon bar image; refer to adjacent text. | Namibia Mission Insignia               | per 150 giorni di servizio UNTAG Namibie. |
| Ribbon bar image; refer to adjacent text. | Western Sahara Mission Insignia        | per 150 giorni di servizio MINURSO . |
| Ribbon bar image; refer to adjacent text. | Peace Support Mission Insignia         | per 150 giorni di servizio peace support operations. |
| Ribbon bar image; refer to adjacent text. | UN Military Observer Mission Insignia  | per 150 giorni di servizio Observateur militaire ONU. |
| Ribbon bar image; refer to adjacent text. | Partnership for Peace Mission Insignia | per OTAN, Partenariato per la pace. |
| Ribbon bar image; refer to adjacent text. | Servizi comandati prolungati           | per 150 giorni di servizio. |
| Ribbon bar image; refer to adjacent text. | dei mandati ONU/OSCE badge esempio     | Data la loro molteplicità si rinuncia alla riproduzione dei ribbon dei mandati ONU/OSCE, solo un distintivo come esempio.                                   |